# Первомайский (Киясовский район)
Первомайский — село в Киясовском районе Удмуртии, входит в Первомайское сельское поселение.

## География
Находится в 8 км к северо-востоку от Киясово и в 53 км к югу от центра Ижевска. Расположен на правом берегу реки Шехостанка.

## Население
| 2010 | 2012 |
| ---- | ---- |
| 671  | →671 |